# Dicranota pallidithorax
Dicranota pallidithorax är en tvåvingeart som beskrevs av Alexander 1935. Dicranota pallidithorax ingår i släktet Dicranota och familjen hårögonharkrankar. Inga underarter finns listade i Catalogue of Life.